# Palacio de Omaña

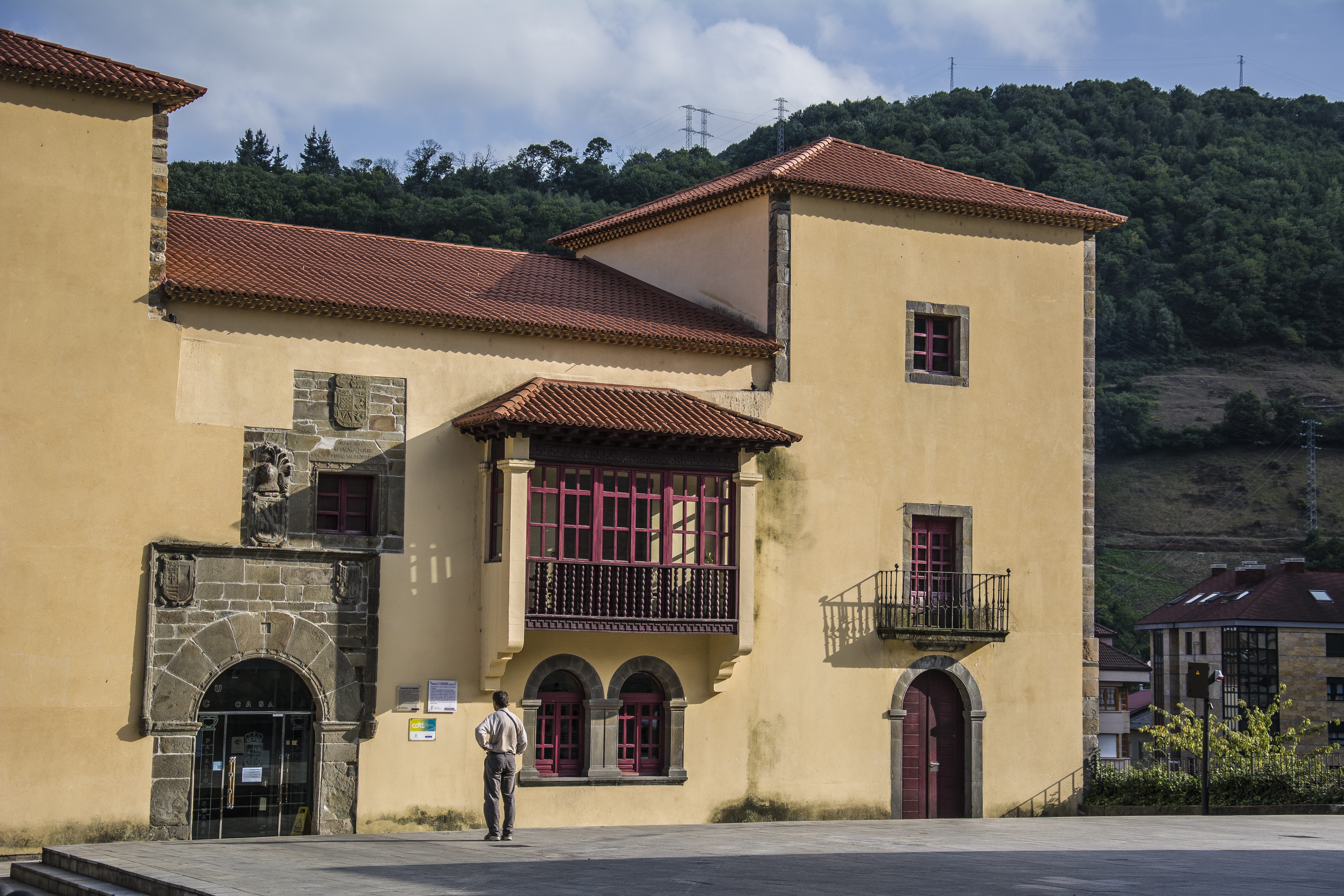

El palacio de Omaña está situado en la localidad asturiana de Cangas del Narcea (Cangas del Narcea).
El palacio de Omaña forma plaza con la Colegiata de Santa María Magdalena de Cangas del Narcea. 
La construcción del palacio data del siglo XVI aunque ha sido sometido a diversas reformas que han alterado notablemente su fachada.
El edificio se estructura en torno a un patio central con columnas. La fachada principal, flanqueada por dos torres, reúne los principales elementos decorativos, entre los que
destacan diversos escudos. 
En la construcción se combinan la mampostería revocada y la sillería para vanos y esquineras.
Actualmente el Palacio de Omaña alberga parte de las dependencias del Ayuntamiento:
- OIJ (oficina de Información Juvenil)
- Servicio de normalización l.lingüística
- Salas de exposiciones
- Oficina de turismo
- Biblioteca municipal
- CDTL (Centro de Dinamización Tecnológica Local)